# Retrato de mujer con hombre al fondo
Retrato de mujer con hombre al fondo és una pel·lícula espanyola de 1997 dirigida per Manane Rodríguez i protagonitzada per Paulina Gálvez, Bruno Squarcia i Myriam Mézières. Òpera prima de l'autora en què intenta narrar les tribulacions d'una dona independent i que va suposar un fracàs comercial.

## Argument
Cristina, una advocada triomfadora que té una bella casa i gaudeix d'un amant fix per entretenir-se, però que el pot substituir quan ella vol, comença a sentir-se atreta per un dels seus clients en un cas de divorci.

## Repartiment
- Paulina Gálvez (Cristina)
- Bruno Squarcia
- Pedro Miguel Martínez
- Myriam Mézières
- Ginés García Millán
- Margarita Musto

## Nominacions
Paulina Gálvez fou nominada al Goya a la millor actriu revelació pel seu paper. Manane Rodríguez va guanyar el premi a l'òpera prima al Festival Internacional de Cinema de Comèdia de Peníscola.